# 巴啦啦小魔仙
『巴啦啦小魔仙』（バララシャオモーシェン、Balala the Fairies）は、2008年に中華人民共和国の奥飛娯楽が製作した特撮変身ヒロイン番組である。全52話。「巴拉拉小魔仙」と表記される場合もある。日本未公開。

## 概要
2008年4月に広州の南方電視台で放送され、2011年にはCCTV-1の『第一動画楽園』で全国放送された。また第2部である『巴啦啦小魔仙之彩虹心石』（Balala the Fairies: Rainbow Crystal）が2011年にテレビアニメとして放送された。全36話。2013年1月には初の劇場版『巴啦啦小魔仙大電影』が公開され、同年4月からは映画の続編にあたるTV第3シリーズ『巴啦啦小魔仙之奇跡舞歩』が放送された。全52話。
2014年には劇場版第2弾『巴啦啦小魔仙之魔法的考験』（Balala the Fairies: The Magic Trial）が公開され、翌年には続編となるアニメ『夢幻旋律』と実写『音符之謎』が放送。同年10月1日にはSNH48の趙粤と戴萌ダブル主演の『巴啦啦小魔仙之魔箭公主』が公開。2016年11月には登場人物を一新した『巴啦啦小魔仙之飛越彩霊堡』としてリニューアルした。
2024年にはシャイニングニキとのコラボが展開された。

## あらすじ（第1期）
魔仙堡にある魔仙彩石が黒魔仙小月に盗まれ、小藍は人間界で凌姉妹と出会い、魔法戦士「小魔仙」として戦うことになる。

## 登場人物（第1期）
小藍（シャオラン、演：廖景萱〈TV第1シリーズ・劇場版〉、陳雨薇〈魔法的考験〉）
魔仙堡出身の主人公。人間界で凌一家のお手伝いとなる。黄色の服を着ている。凌姉妹は彼女のことを「小藍姐姐（小藍姉さん）」と呼ぶ。変身前の姿は魔法使いであることを周囲に隠すための仮の姿であり、変身後の姿が彼女の本来の姿。大食いで体重は56kgもある。
凌美琪（リン・メイチー、演：孫圳）・凌美雪（リン・メイシュエ、演：黄安儀）
凌家の姉妹。第3話で魔仙女王により小魔仙として変身する。青の服が姉の美琪、ピンクの服が妹の美雪。
黒魔仙小月（演：周嬌）
魔仙堡にあった魔仙彩石を盗んだ張本人。元々は小藍の友達だった。
魔仙女王（演：王慧）
魔仙堡の元首。王慧は2004年のミスアジアで2位を獲得した。
厳莉莉（演：劉美含、日本名：工藤新子）
美琪・美雪の友達であったが、ある日、小月に襲われて洗脳され、小黒魔仙となってしまうが、その後小藍達に浄化された。劉美含は北京外国語大学日本語科に在学中。歌手グループI Meとしても活動している。

## マスクプレイミュージカル
2011年9月に海南省歌舞劇院でマスクプレイミュージカル『巴啦啦小魔仙之甜心公主』が上演された。今後3年間、中国各地で上演される予定。

## テレビアニメ
巴啦啦小魔仙之彩虹心石
『巴啦啦小魔仙』シリーズ第2部。テレビアニメ第1作。2011年3月より放送された。全36話。
ネット配信：愛奇芸
香港：2013年12月28日から2014年8月2日、亜洲電視本港台にて、毎週土曜、日曜17時00分-17時30分に放送。広東語放送、繁体字字幕なし。
巴啦啦小魔仙之奇跡舞歩
『巴啦啦小魔仙』シリーズ第3部。テレビアニメ第2作。2013年4月より放送された。全52話。
ネット配信：愛奇芸
巴啦啦小魔仙之夢幻旋律
『巴啦啦小魔仙』シリーズ第4部。テレビアニメ第3作。2015年1月から2月までと同年8月から9月まで放送された。全52話。
ネット配信：捜狐、楽視、テンセントビデオ、愛奇芸、優酷、土豆
巴啦啦小魔仙之飛越彩霊堡
『巴啦啦小魔仙』シリーズ第5部。テレビアニメ第4作。登場人物が一新され、魔仙堡にかわる「彩霊堡」という新たな異世界が登場する。第一期は2016年11月から12月まで放送された全26話。第二期は2017年5月より放送された。全26話。
ネット配信：捜狐、楽視、芒果TV、テンセントビデオ、愛奇芸、優酷、土豆
巴啦啦小魔仙之魔法海蛍堡
『巴啦啦小魔仙』シリーズ第6部。テレビアニメ第5作。海底都市「海蛍堡」を主な舞台とし、海洋生物が物語の中心となる。2018年11月から12月まで放送された。全26話。
ネット配信：愛奇芸、芒果TV、捜狐、テンセントビデオ
巴啦啦小魔仙之魔法海蛍堡II
『巴啦啦小魔仙』シリーズ第7部。テレビアニメ第6作で「魔法海蛍堡」の続編。本作品では3DCGアニメーションでの制作に変更されている。2020年9月から放送された。全26話。
ネット配信：愛奇芸
巴啦啦小魔仙之魔法星縁堡
『巴啦啦小魔仙』シリーズ第8部。テレビアニメ第7作。2022年4月から放送された。全26話。
ネット配信：愛奇芸、芒果TV、優酷
巴啦啦小魔仙之星縁蝶啓
『巴啦啦小魔仙』シリーズ第9部。テレビアニメ第8作で「魔法星縁堡」の続編。第一期は2023年8月から放送された。第二期は2023年12月より放送された。全52話。
ネット配信：芒果TV、優酷
巴啦啦小魔仙之曜星守護者
『巴啦啦小魔仙』シリーズ第10部。テレビアニメ第9作で「星縁蝶啓」の続編。第一期は2024年11月から放送された。第二期は2025年6月より放送された。全52話。
ネット配信：愛奇芸、芒果TV、優酷、テンセントビデオ